# 特魯希略 (特魯希略州)
特魯希略（西班牙語：Trujillo），是委內瑞拉的城鎮，位於該國西部特魯希略州，是特魯希略市的首府，始建於1557年10月9日，面積413平方公里，海拔高度1,170米。